# Gungala, la vierge de la jungle
Pour plus de détails, voir Fiche technique et Distribution.
Gungala, la vierge de la jungle (Gungala la vergine della giungla) est un film d'aventure italien coécrit et réalisé par Romano Ferrara (de), sorti en 1967.

## Synopsis
Aux frontières de l'Ouganda et du Kenya, en pleine forêt mystérieuse, sauvage et envoûtante, vit la tribu des Bakenda. Deux aventuriers sans scrupules, Dany et Wolf, leur dérobent un précieux diamant. Wolf abat son complice mais doit abandonner son joyau face aux guerriers de la tribu, hommes primitifs qui vénèrent le dieu « Bokani  » dans une clairière, lieu sacré et interdit. Aucun indigène n'ose s'y aventurer, sauf une étrange sauvageonne, Gungala, une jeune fille blanche, seule survivante d'un avion qui s'est écrasé dans la brousse lorsqu'elle était bébé. Orpheline, elle est devenue la reine de la tribu.
Des années plus tard, Wolf apprend que le diamant est en possession de Gungala. Alors qu'il retourne dans la jungle pour le récupérer, il fait face à cette déesse, toujours accompagnée de sa fidèle panthère noire, prête à tout pour empêcher le pillage de son peuple.

## Fiche technique
- Titre original : Gungala la vergine della giungla
- Titre français : Gungala, la vierge de la jungle[1]
- Réalisation : Romano Ferrara (de) (sous le nom de « Mike Williams »)
- Scénario : Romano Ferrara et L.A. Rotherman
- Montage : Jolanda Benvenuti
- Musique : Angelo Francesco Lavagnino
- Photographie : Augusto Tiezzi
- Production : Fortunato Misiano
- Sociétés de production : Romana Film
- Pays d'origine :  Italie
- Langue originale : italien
- Format : couleur
- Genre : film d'aventure
- Durée : 87 minutes
- Date de sortie : 
  - Italie : 21 septembre 1967
  - France : 7 août 1968[1]

## Distribution
- Kitty Swan : Gungala
- Linda Veras : Fleur
- Poldo Bendandi : Wolf
- Conrad Loth : Chandler
- Archie Savage : Thao
- Alfred Thomas
- Antonietta Fiorito : seigneuresse Caroli
- Valentino Macchi : un missionnaire